# Submarino U-460
El submarino alemán U-460 fue un submarino tipo XIV encargado de suministro y reabastecimiento ("Milchkuh ") de la Kriegsmarine de la Alemania nazi durante la Segunda Guerra Mundial .
Su quilla fue colocada el 30 de noviembre de 1940 por la Deutsche Werke en Kiel como astillero número 291. Fue botado el 13 de septiembre de 1941 y comisionado el 24 de diciembre de ese mismo año, con el Kapitänleutnant Friedrich Schäfer al mando. Schäfer fue relevado por Kptlt. Ebe Schnoor el 1 de agosto de 1942.  Realizó entrenamiento con la 4.ª Flotilla de submarinos antes de pasar a las flotillas 10.ª y 12.ª para operaciones.

## Diseño
Los submarinos alemanes Tipo XIV eran versiones abreviadas de los Tipo IXD . El U-460 tenía un desplazamiento de 1.688 toneladas (1.661 toneladas largas) cuando estaba en la superficie y 1.932 toneladas (1.901 toneladas largas) mientras estaba sumergido.  El submarino tenía una longitud total de 67,10 m (220 pies 2 pulgadas), una longitud de casco de presión de 48,51 m (159 pies 2 pulgadas), una manga de 9,35 m (30 pies 8 pulgadas), una altura de 11,70 m (38 pies 5 pulgadas) y un calado de 6,51 m (21 pies 4 pulgadas). El submarino estaba propulsado por dos motores diésel de seis cilindros y cuatro tiempos sobrealimentados Germaniawerft . produciendo un total de 2800 a 3200 caballos de fuerza métricos (2060 a 2350 kW; 2760 a 3160 shp) para uso en superficie, dos motores eléctricos de doble acción Siemens-Schuckert 2 GU 345/38-8 que producen un total de 750 caballos de fuerza métricos (550 kW; 740 shp) para uso sumergido. Tenía dos ejes y dos hélices . El barco era capaz de operar a profundidades de hasta 240 metros (790 pies).
El submarino tenía una velocidad máxima en la superficie de 14,4 a 14,9 nudos (26,7 a 27,6 km / h; 16,6 a 17,1 mph) y una velocidad máxima sumergida de 6,2 nudos (11,5 km / h; 7,1 mph).  Cuando estaba sumergido, el barco podía operar durante 120 millas náuticas (220 km; 140 mi) a 2 nudos (3,7 km/h; 2,3 mph); cuando salió a la superficie, podría viajar 12,350 millas náuticas (22,870 km; 14,210 mi) a 10 nudos (19 km / h; 12 mph). El U-460 no estaba equipado con tubos de torpedos ni cañones de cubierta , pero tenía dos cañones antiaéreos SK C / 30 de 3,7 cm (1,5 pulgadas) con 2500 rondas, así como cañones C / 30 de 2 cm (0,79 pulgadas) con 3000 rondas . El barco tenía una capacidad máxima de cincuenta y tres marineros.

## Historial de servicio
El U-460 realizó seis patrullas. Como barco de suministro, evitó siempre el combate.

### Primera y segunda patrulla
La primera patrulla del U-460 comenzó con su partida de Kiel el 7 de junio de 1942, llevándolo por el Atlántico medio a través de la brecha entre Islandia y las Islas Feroe . Llegó a la comuna St. Nazaire en la Francia ocupada el 31 de julio.
Su segunda incursión, que comenzó el 27 de agosto de 1942, consistió en navegar hacia el oeste desde el Golfo de Vizcaya, hacia el sur, luego hacia el sureste hacia las islas de Cabo Verde en el Atlántico Sur.

### Patrullas tercera, cuarta y quinta
La tercera patrulla del U-460 se dirigió hacia el oeste desde St. Nazaire y duró 39 días, una duración típica para ese tipo de misiones.
Su cuarta salida fue casi una repetición de la tercera, excepto que terminó en Burdeos, Francia.
La quinta patrulla del submarino comenzó el 24 de abril de 1943 y duró 63 días, fue la más larga. Le llevó a un punto casi equidistante de las costas sudamericana y africana. Regresó nuevamente a Burdeos el 25 de junio.

### Sexta patrulla y pérdida
Dejó Burdeos por última vez el 30 de agosto de 1943. El 4 de octubre, el U-460 estaba reabasteciendo a los submarinos U-264, U-422 y U-455 en el Atlántico Norte al norte de las Azores, cuando fueron atacados por aviones American Avenger y Wildcat del escuadrón VC de la Marina de los EE. UU. volando de transporte de escolta . Mientras los otros submarinos se sumergieron y escaparon, el U-460 fue hundido por cargas de profundidad en posición 43°18′N 28°58′O / 43.300, -28.967.